# Prunus maackii
Espèce
Classification phylogénétique
Prunus maackii, le cerisier de Mandchourie, est une espèce de plantes à fleurs de la famille des Rosaceae. C'est un arbuste ornemental que l'on le trouve en Asie, notamment en Chine, à l'état sauvage.

## Histoire
Il a été découvert par Ričard Karlovič Maak.

## Galerie

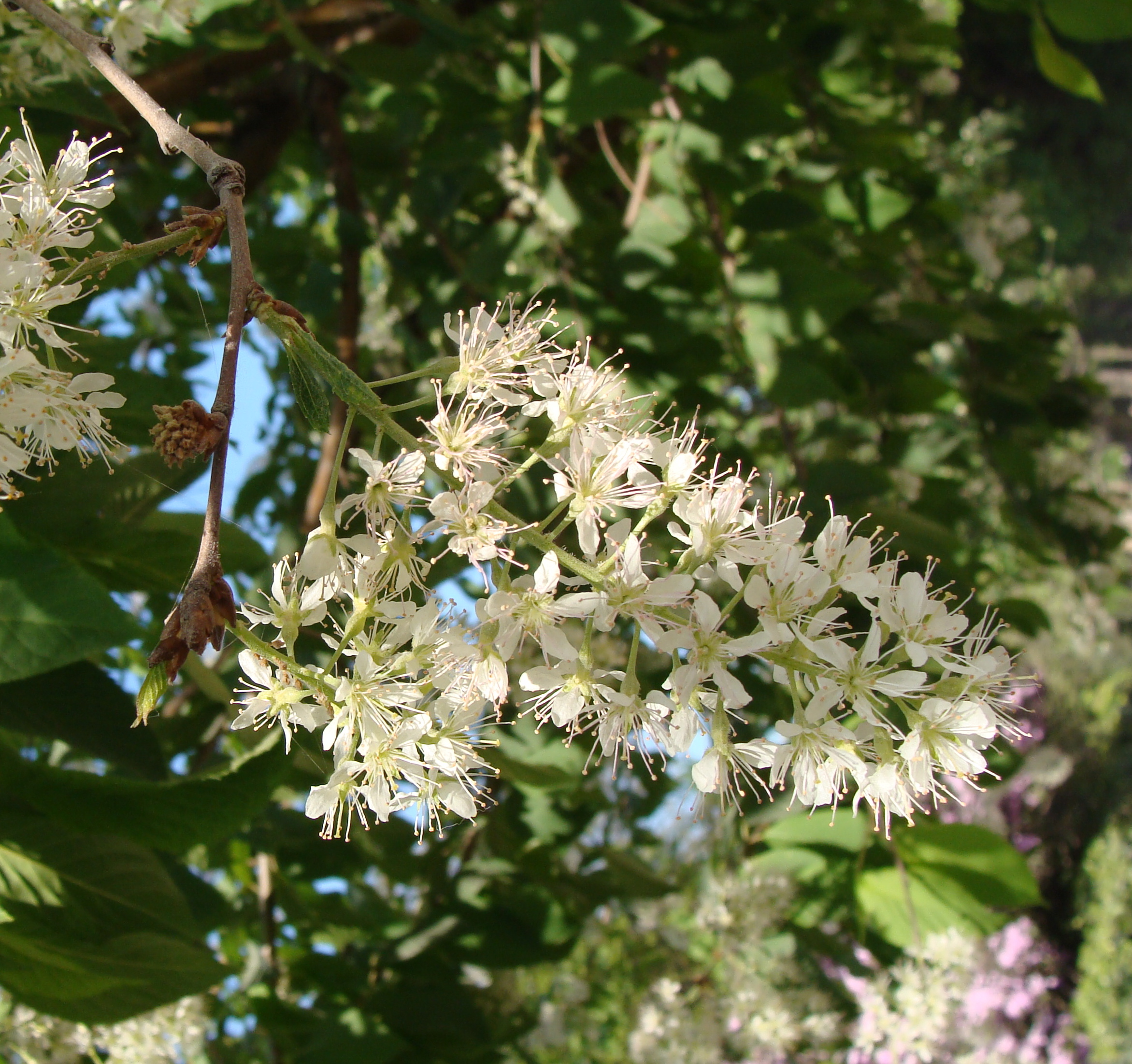
Abricotier de Mandchourie (prunus maackii), Jardin des Plantes, Paris